# Croacia en el Festival de la Canción de Eurovisión 2021
Croacia participó en el LXV Festival de la Canción de Eurovisión, celebrado en Róterdam, Países Bajos del 18 al 22 de mayo del 2021, tras la victoria de Duncan Laurence con la canción «Arcade». La Hrvatska radiotelevizija (HRT), radiodifusora encargada de la participación croata dentro del festival, se encargó de organizar el tradicional Dora como final nacional del país. Se realizó una sola gala, en la que concursaron 14 canciones, el 13 de febrero de 2021 donde fue elegido de manera sorpresiva, el tema pop «Tick-Tock», interpretado por la artista Albina Grčić y compuesta por Branimir Mihaljević, Max Cinnamon y Tihana Buklijaš Bakić, venciendo a la máxima favorita Nina Kraljić junto al grupo Alkonost Of Balkan.
Pasando desapercibida por las casas de apuestas, Albina finalizó en 11.ª posición de la semifinal 1 con 110 puntos, 57 puntos del jurado profesional y 53 del televoto.

## Historia de Croacia en el Festival
Croacia es uno de los países de Europa del Este que se fueron uniendo al festival después de la disolución de Yugoslavia, debutando en 1993, tras clasificar en la «Kvalifikacija za Millstreet», la primera ronda eliminatoria realizada para el festival tras la alta demanda de países que deseaban participar en el concurso. Desde entonces el país ha concursado en 25 ocasiones, siendo su mejor participación en 1996 y en 1999, cuando se colocaron en 4.ª posición con Maja Blagdan con la canción «Sveta ljubav» y Doris Dragović con el tema «Marija Magdalena». Así mismo, el país se ha colocado en cuatro ocasiones más dentro de los mejores 10. Durante la existencia del sistema de relegación por promedios, Croacia fue uno de los 3 países junto a Malta y Suecia que nunca se le vio prohibida su participación, siendo uno de los países más exitosos del concurso durante los 90's y los principios de los 2000. Si bien, actualmente Croacia ha sido eliminado en semifinales en 7 de sus últimas 11 participaciones.
El representante para la edición cancelada de 2020 era el ganador del Dora de ese año, Damir Kedžo con la balada en croata «Divlji vjetre». En 2019, el ganador del Dora, Roko Blažević no logró clasificarse para la final, terminando en 14.ª posición con 64 puntos en la segunda semifinal, con el tema «The Dream».

## Representante para Eurovisión
Croacia confirmó su participación en el Festival de Eurovisión 2021 el 21 de marzo de 2020. En junio de 2020, Croacia confirmó la realización del tradicional Dora como método de selección y descartando la reelección de Damir Kedžo como representante croata en el festival.
El periodo de recepción de las canciones fue entre el 26 de octubre y el 10 de diciembre de 2020, habiéndose recibido alrededor de 140 canciones. El 15 de diciembre de 2020, se anunciaron las 14 canciones participantes, siendo seleccionadas por un panel de expertos conformado por Andrej Babić (HGU, HDS), Hrvoje Prskalo (HDS), Matija Cvek (HGU), Monika Lelas (HRT) y Uršula Tolj (HRT). La competencia consistió en una sola final con una sola fase de votación: Los 14 participantes se someterían a una votación a 50/50 entre el jurado regional y el público. En esta ronda, 10 paneles de jurados representante de las 10 regiones del país votaba las canciones con un sistema parecido al de Eurovisión: 12, 10, 8, 7, 6, 5, 4, 3, 2 y 1 punto. De esta forma, el jurado repartía un total de 580 puntos. El público también repartía los mismos 580 puntos con base en el porcentaje de votos recibidos a través de los dos métodos de votación: llamadas telefónicas y mensajes de texto. En esta ronda, el mayor votado sumando ambas puntuaciones se declaraba ganador del festival y representante de Croacia en Eurovisión.

### Dora 2021

#### Candidaturas
| Artista                              | Canción (Traducción)                             | Idioma         | Compositor(es)                                                            |
| ------------------------------------ | ------------------------------------------------ | -------------- | ------------------------------------------------------------------------- |
| Albina Grčić                         | «Tick-Tock» («Tic-tac»)                          | Inglés, Croata | Branimir Mihaljević, Max Cinnamon, Tihana Buklijaš Bakić                  |
| Ashley Colburn & Bojan Jambrošić     | «Share the love» («Comparte el amor»)            | Inglés         | Ivan Škunca, Ashley Colburn                                               |
| Bernarda Brunović                    | «Colors» («Colores»)                             | Inglés         | Bernarda Brunović, Borislav Milanov                                       |
| Beta Sudar                           | «Ma zamisli» («Imagina»)                         | Croata, Inglés | Andriamad                                                                 |
| Brigita Vuco                         | «Noći pijane» («Noches borrachas»)               | Croata         | Brigita Vuco                                                              |
| Cambi                                | «Zaljubljen» («Enamorado»)                       | Croata         | Marija Mirković                                                           |
| Ella Orešković                       | «Come this way» («Ven por aquí»)                 | Inglés         | Siniša Reljić Simba, Ella Orešković                                       |
| Eric Vidović                         | «Reci mi» («Dime»)                               | Croata         | Eric Vidović                                                              |
| Filip Rudan                          | «Blind» («Ciego»)                                | Inglés         | Filip Rudan, Antonio Franić, Hrvoje Domazet                               |
| Mia Negovetić                        | «She's like a dream» («Ella es como un sueño»)   | Inglés         | Mia Negovetić, Linnea Deb, Denniz Jamm, Denise Kertes                     |
| Nina Kraljić & Alkonost of Balkan    | «Rijeka» («Río»)                                 | Croata         | Nina Kraljić, Hana Librenjak, Miki Solus                                  |
| Sandi Cenov                          | «Kriv» («Culpable»)                              | Croata         | Siniša Reljić Simba, Fayo                                                 |
| ToMa                                 | «Ocean of Love» («Océano de amor»)               | Inglés         | Adriana Pupavac, Andreas "Beemon" Björkman, Kalle Persson, Tomislav Marić |
| Tony Cetinski & Kristijan Rahimovski | «Zapjevaj, sloboda je!» («Canta, ¡es libertad!») | Croata, Inglés | Kristijan Rahimovski                                                      |

#### Final
La final tuvo lugar en el Palacio de Deportes Marino Cvetković en Opatija el 13 de febrero de 2021, siendo presentado por Daniela Trbović, Barbara Kolar, Jelena Lešić y Doris Pinčić Rogoznica.
| N.º | Artista                              | Canción                 | Jurado | Televoto | Televoto   | Televoto | Lugar | Puntos |
| N.º | Artista                              | Canción                 | Jurado | Votos    | Porcentaje | Puntos   | Lugar | Puntos |
| --- | ------------------------------------ | ----------------------- | ------ | -------- | ---------- | -------- | ----- | ------ |
| 1   | Nina Kraljić & Alkonost of Balkan    | «Rijeka»                | 68     | 5,320    | 13.30%     | 77       | 2     | 145    |
| 2   | Eric Vidović                         | «Reci mi»               | 29     | 1,067    | 2.67%      | 16       | 10    | 45     |
| 3   | Ella Orešković                       | «Come this way»         | 26     | 1,761    | 4.40%      | 26       | 9     | 52     |
| 4   | Bernarda Brunović                    | «Colors»                | 77     | 1,544    | 3.86%      | 22       | 7     | 99     |
| 5   | Sandi Cenov                          | «Kriv»                  | 5      | 485      | 1.21%      | 7        | 14    | 12     |
| 6   | ToMa                                 | «Ocean of Love»         | 64     | 2,695    | 6.74%      | 39       | 6     | 103    |
| 7   | Filip Rudan                          | «Blind»                 | 65     | 3,664    | 9.16%      | 53       | 5     | 118    |
| 8   | Beta Sudar                           | «Ma zamisli»            | 8      | 540      | 1.35%      | 8        | 12    | 16     |
| 9   | Cambi                                | «Zaljubljen»            | 47     | 4,881    | 12.21%     | 71       | 4     | 118    |
| 10  | Ashley Colburn & Bojan Jambrošić     | «Share the Love»        | 9      | 2,331    | 5.83%      | 34       | 11    | 43     |
| 11  | Brigita Vuco                         | «Noći pijane»           | 7      | 582      | 1.46%      | 8        | 13    | 15     |
| 12  | Mia Negovetić                        | «She's Like a Dream»    | 67     | 3,614    | 9.04%      | 52       | 3     | 119    |
| 13  | Albina                               | «Tick-Tock»             | 78     | 8,297    | 20.75%     | 120      | 1     | 198    |
| 14  | Tony Cetinski & Kristijan Rahimovski | «Zapjevaj, sloboda je!» | 30     | 3,210    | 8.03%      | 47       | 8     | 77     |

| Votación del jurado regional | Votación del jurado regional | Votación del jurado regional | Votación del jurado regional | Votación del jurado regional | Votación del jurado regional | Votación del jurado regional | Votación del jurado regional | Votación del jurado regional | Votación del jurado regional | Votación del jurado regional | Votación del jurado regional |
| Canción                      | Zagreb                       | Vukovar                      | Varaždin & Čakovec           | Rijeka                       | Pula                         | Osijek                       | Zadar                        | Knin & Šibenik               | Split                        | Dubrovnik                    | Total                        |
| ---------------------------- | ---------------------------- | ---------------------------- | ---------------------------- | ---------------------------- | ---------------------------- | ---------------------------- | ---------------------------- | ---------------------------- | ---------------------------- | ---------------------------- | ---------------------------- |
| «Rijeka»                     | 6                            | 8                            | 8                            | 8                            | 5                            | 4                            | 10                           | 10                           | 4                            | 5                            | 68                           |
| «Reci mi»                    | 1                            | 1                            | 5                            | 6                            | 4                            | 2                            |                              |                              | 3                            | 7                            | 29                           |
| «Come this way»              | 4                            |                              | 2                            |                              | 3                            | 1                            | 5                            | 4                            | 1                            | 6                            | 26                           |
| «Colors»                     | 7                            | 6                            | 12                           | 12                           | 12                           | 8                            | 6                            | 7                            | 7                            |                              | 77                           |
| «Kriv»                       |                              | 2                            |                              |                              |                              |                              | 1                            |                              |                              | 2                            | 5                            |
| «Ocean of Love»              | 10                           | 3                            | 10                           | 4                            | 8                            | 7                            | 3                            | 6                            | 12                           | 1                            | 64                           |
| «Blind»                      | 12                           | 12                           | 7                            | 5                            | 7                            | 3                            | 12                           | 2                            | 5                            |                              | 65                           |
| «Ma zamisli»                 |                              | 4                            |                              | 1                            | 2                            |                              |                              | 1                            |                              |                              | 8                            |
| «Zaljubljen»                 |                              |                              | 3                            | 10                           |                              | 10                           |                              | 8                            | 8                            | 8                            | 47                           |
| «Share the Love»             |                              |                              |                              | 3                            | 1                            |                              |                              |                              | 2                            | 3                            | 9                            |
| «Noći pijane»                | 3                            |                              |                              |                              |                              |                              | 4                            |                              |                              |                              | 7                            |
| «She's Like a Dream»         | 5                            | 10                           | 6                            | 7                            | 10                           | 6                            | 8                            | 5                            | 6                            | 4                            | 67                           |
| «Tick-Tock»                  | 8                            | 7                            | 4                            |                              | 6                            | 12                           | 7                            | 12                           | 10                           | 12                           | 78                           |
| «Zapjevaj, sloboda je!»      | 2                            | 5                            | 1                            | 2                            |                              | 5                            | 2                            | 3                            |                              | 10                           | 30                           |

| Máximas puntuaciones | Máximas puntuaciones | Máximas puntuaciones              |
| N.º                  | A                    | De                                |
| -------------------- | -------------------- | --------------------------------- |
| 3                    | «Blind»              | Vukovar, Zadar, Zagreb            |
| 3                    | «Colors»             | Pula, Rijeka, Varaždin & Čakovec  |
| 3                    | «Tick-Tock»          | Dubrovnik, Osijek, Knin & Šibenik |
| 1                    | «Ocean of Love»      | Split                             |

## En Eurovisión
De acuerdo a las reglas del festival, todos los concursantes inician desde las semifinales, a excepción del anfitrión (en este caso, Países Bajos) y el Big Five compuesto por Alemania, España, Francia, Italia y Reino Unido. La producción del festival decidió respetar el sorteo ya realizado para la edición cancelada de 2020 por lo que se determinó que el país, tendría que participar en la primera semifinal. En este mismo sorteo, se determinó que participaría en la segunda mitad de la semifinal (posiciones 8-16). Semanas después, ya conocidos los artistas y sus respectivas canciones participantes, la producción del programa dio a conocer el orden de actuación, determinando que Croacia participara en la décima posición, precedida por Noruega y seguida de Bélgica. La actuación croata 
Los comentarios para Croacia corrieron por parte de Duško Ćurlić para televisión. El portavoz de la votación del jurado profesional croata fue Ivan Dorian Molnar.

### Semifinal 1
Albina tomó parte de los primeros ensayos los días 9 y 12 de mayo, así como de los ensayos generales con vestuario de la primera semifinal los días 17 y 18 de mayo. El ensayo general de la tarde del 17 fue tomado en cuenta por los jurados profesionales para emitir sus votos, que representan el 50% de los puntos. Croacia se presentó en la posición 10, detrás de Bélgica y por delante de Noruega. La actuación croata se realizó en la pasarela y la pastilla central del recinto, con Albina siendo acompañada por 4 bailarines con trajes plateados que realizaban su coreografía mientras en la pantalla LED se proyectaban líneas y figuras en colores neón azul y rosa, a juego con la iluminación del escenario.
Al final del show, Croacia no fue anunciada como uno de los países clasificados para la gran final. Los resultados revelados una vez terminado el festival, posicionaron a la cantante croata en la 11.ª posición con 110 puntos, habiéndose colocado en 10.° lugar con 57 puntos del jurado profesional y en 9.° lugar del televoto con 53 puntos. De esta forma, Croacia fue eliminada en semifinales por tercera ocasión consecutiva y se convirtió en el primer país en la historia en situarse entre los 10 primeros en las votaciones del jurado y del televoto, pero que en la sumatoria final es eliminado de las semifinales, situándose solamente a 5 puntos de Noruega, el último clasificado.

### Votación

#### Puntuación otorgada a Croacia

##### Semifinal 1
| Jurado                            | Jurado          | Jurado                          | Jurado                         | Jurado                                  |
| 12 puntos                         | 10 puntos       | 8 puntos                        | 7 puntos                       | 6 puntos                                |
| --------------------------------- | --------------- | ------------------------------- | ------------------------------ | --------------------------------------- |
|                                   | - Irlanda       | - Macedonia del Norte - Ucrania | - Eslovenia                    |                                         |
| 5 puntos                          | 4 puntos        | 3 puntos                        | 2 puntos                       | 1 punto                                 |
| - Azerbaiyán - Chipre             | - Malta - Rusia |                                 | - Alemania - Italia            | - Bélgica - Israel - Lituania - Rumania |
| Televoto                          |                 |                                 |                                |                                         |
| 12 puntos                         | 10 puntos       | 8 puntos                        | 7 puntos                       | 6 puntos                                |
| - Eslovenia - Macedonia del Norte |                 |                                 | - Alemania - Irlanda           |                                         |
| 5 puntos                          | 4 puntos        | 3 puntos                        | 2 puntos                       | 1 punto                                 |
| - Australia                       |                 | - Israel                        | - Azerbaiyán - Chipre - Suecia | - Noruega                               |

#### Puntuación otorgada por Croacia
| Puntos    | Jurado    | Televoto            |
| --------- | --------- | ------------------- |
| 12 puntos | Malta     | Ucrania             |
| 10 puntos | Chipre    | Rusia               |
| 8 puntos  | Rusia     | Azerbaiyán          |
| 7 puntos  | Israel    | Malta               |
| 6 puntos  | Lituania  | Chipre              |
| 5 puntos  | Ucrania   | Eslovenia           |
| 4 puntos  | Bélgica   | Israel              |
| 3 puntos  | Rumania   | Lituania            |
| 2 puntos  | Australia | Noruega             |
| 1 punto   | Suecia    | Macedonia del Norte |

| Puntos    | Jurado   | Televoto   |
| --------- | -------- | ---------- |
| 12 puntos | Italia   | Serbia     |
| 10 puntos | Islandia | Italia     |
| 8 puntos  | Suiza    | Ucrania    |
| 7 puntos  | Serbia   | Francia    |
| 6 puntos  | Francia  | Finlandia  |
| 5 puntos  | Israel   | Suiza      |
| 4 puntos  | Rusia    | Islandia   |
| 3 puntos  | Malta    | Rusia      |
| 2 puntos  | Lituania | Azerbaiyán |
| 1 punto   | Portugal | Albania    |

##### Desglose
El jurado croata estuvo compuesto por:
- Denis Dumančić
- Monika Lelas Habanek
- Luka Nižetić
- Tonka
- Nika Turković

| Semifinal 1 | Semifinal 1         | Semifinal 1                | Semifinal 1                | Semifinal 1                | Semifinal 1                | Semifinal 1                | Semifinal 1                | Semifinal 1                | Semifinal 1                | Semifinal 1                |
| N.º         | País                | Jurado                     | Jurado                     | Jurado                     | Jurado                     | Jurado                     | Jurado                     | Jurado                     | Televoto                   | Televoto                   |
| N.º         | País                | Jurado A                   | Jurado B                   | Jurado C                   | Jurado D                   | Jurado E                   | Ranking                    | Puntos                     | Ranking                    | Puntos                     |
| ----------- | ------------------- | -------------------------- | -------------------------- | -------------------------- | -------------------------- | -------------------------- | -------------------------- | -------------------------- | -------------------------- | -------------------------- |
| 01          | Lituania            | 6                          | 8                          | 4                          | 4                          | 2                          | 5                          | 6                          | 8                          | 3                          |
| 02          | Eslovenia           | 15                         | 6                          | 15                         | 6                          | 9                          | 11                         |                            | 6                          | 5                          |
| 03          | Rusia               | 2                          | 5                          | 8                          | 3                          | 4                          | 3                          | 8                          | 2                          | 10                         |
| 04          | Suecia              | 7                          | 9                          | 9                          | 8                          | 8                          | 10                         | 1                          | 11                         |                            |
| 05          | Australia           | 14                         | 3                          | 10                         | 9                          | 12                         | 9                          | 2                          | 15                         |                            |
| 06          | Macedonia del Norte | 13                         | 12                         | 14                         | 5                          | 10                         | 12                         |                            | 10                         | 1                          |
| 07          | Irlanda             | 12                         | 13                         | 13                         | 14                         | 13                         | 15                         |                            | 14                         |                            |
| 08          | Chipre              | 1                          | 2                          | 11                         | 2                          | 3                          | 2                          | 10                         | 5                          | 6                          |
| 09          | Noruega             | 11                         | 15                         | 5                          | 15                         | 15                         | 13                         |                            | 9                          | 2                          |
| 10          | Croacia             | -------------------------- | -------------------------- | -------------------------- | -------------------------- | -------------------------- | -------------------------- | -------------------------- | -------------------------- | -------------------------- |
| 11          | Bélgica             | 9                          | 11                         | 1                          | 13                         | 11                         | 7                          | 4                          | 13                         |                            |
| 12          | Israel              | 3                          | 4                          | 2                          | 7                          | 6                          | 4                          | 7                          | 7                          | 4                          |
| 13          | Rumania             | 8                          | 7                          | 7                          | 11                         | 7                          | 8                          | 3                          | 12                         |                            |
| 14          | Azerbaiyán          | 10                         | 14                         | 12                         | 12                         | 14                         | 14                         |                            | 3                          | 8                          |
| 15          | Ucrania             | 5                          | 10                         | 3                          | 10                         | 5                          | 6                          | 5                          | 1                          | 12                         |
| 16          | Malta               | 4                          | 1                          | 6                          | 1                          | 1                          | 1                          | 12                         | 4                          | 7                          |

| Final | Final        | Final    | Final    | Final    | Final    | Final    | Final   | Final  | Final    | Final    |
| N.º   | País         | Jurado   | Jurado   | Jurado   | Jurado   | Jurado   | Jurado  | Jurado | Televoto | Televoto |
| N.º   | País         | Jurado A | Jurado B | Jurado C | Jurado D | Jurado E | Ranking | Puntos | Ranking  | Puntos   |
| ----- | ------------ | -------- | -------- | -------- | -------- | -------- | ------- | ------ | -------- | -------- |
| 01    | Chipre       | 5        | 6        | 17       | 15       | 13       | 11      |        | 15       |          |
| 02    | Albania      | 10       | 13       | 12       | 14       | 9        | 12      |        | 10       | 1        |
| 03    | Israel       | 4        | 4        | 6        | 6        | 7        | 6       | 5      | 20       |          |
| 04    | Bélgica      | 15       | 16       | 9        | 24       | 14       | 14      |        | 23       |          |
| 05    | Rusia        | 3        | 9        | 5        | 11       | 8        | 7       | 4      | 8        | 3        |
| 06    | Malta        | 7        | 8        | 13       | 3        | 11       | 8       | 3      | 14       |          |
| 07    | Portugal     | 13       | 10       | 10       | 4        | 10       | 10      | 1      | 18       |          |
| 08    | Serbia       | 6        | 1        | 7        | 7        | 2        | 4       | 7      | 1        | 12       |
| 09    | Reino Unido  | 25       | 24       | 25       | 26       | 25       | 26      |        | 24       |          |
| 10    | Grecia       | 23       | 20       | 22       | 21       | 24       | 24      |        | 21       |          |
| 11    | Suiza        | 9        | 5        | 1        | 10       | 1        | 3       | 8      | 6        | 5        |
| 12    | Islandia     | 14       | 3        | 4        | 1        | 3        | 2       | 10     | 7        | 4        |
| 13    | España       | 22       | 19       | 19       | 25       | 16       | 20      |        | 25       |          |
| 14    | Moldavia     | 24       | 26       | 26       | 22       | 23       | 25      |        | 22       |          |
| 15    | Alemania     | 26       | 25       | 23       | 17       | 22       | 23      |        | 19       |          |
| 16    | Finlandia    | 21       | 17       | 14       | 9        | 19       | 15      |        | 5        | 6        |
| 17    | Bulgaria     | 16       | 12       | 15       | 23       | 15       | 17      |        | 17       |          |
| 18    | Lituania     | 11       | 11       | 8        | 5        | 6        | 9       | 2      | 12       |          |
| 19    | Ucrania      | 8        | 14       | 11       | 16       | 12       | 13      |        | 3        | 8        |
| 20    | Francia      | 2        | 7        | 2        | 8        | 5        | 5       | 6      | 4        | 7        |
| 21    | Azerbaiyán   | 19       | 21       | 16       | 20       | 18       | 19      |        | 9        | 2        |
| 22    | Noruega      | 20       | 23       | 21       | 18       | 26       | 22      |        | 13       |          |
| 23    | Países Bajos | 18       | 18       | 18       | 13       | 20       | 18      |        | 26       |          |
| 24    | Italia       | 1        | 2        | 3        | 2        | 4        | 1       | 12     | 2        | 10       |
| 25    | Suecia       | 12       | 15       | 20       | 12       | 17       | 16      |        | 11       |          |
| 26    | San Marino   | 17       | 22       | 24       | 19       | 21       | 21      |        | 16       |          |